# Ở
Ở (minuscule : ở), appelé O cornu crochet en chef, est une lettre latine utilisée dans l’écriture du vietnamien.
Il s’agit de la lettre O diacritée d’une corne et d’un crochet en chef.

## Représentations informatiques
Le O cornu crochet en chef peut être représenté avec les caractères Unicode suivants : 
- précomposé (latin étendu additionnel)[1] :

| formes    | représentations | chaînes de caractères | points de code | descriptions                                    |
| --------- | --------------- | --------------------- | -------------- | ----------------------------------------------- |
| capitale  | Ở               | Ở                     | U+1EDE         | lettre majuscule latine o cornu crochet en chef |
| minuscule | ở               | ở                     | U+1EDF         | lettre minuscule latine o cornu crochet en chef |

- décomposé et normalisé NFD (latin de base, diacritiques) :

| formes    | représentations | chaînes de caractères | points de code       | descriptions                                                            |
| --------- | --------------- | --------------------- | -------------------- | ----------------------------------------------------------------------- |
| capitale  | Ở               | O◌̛◌̉                   | U+004F U+031B U+0309 | lettre majuscule latine o diacritique cornu diacritique crochet en chef |
| minuscule | ở               | o◌̛◌̉                   | U+006F U+031B U+0309 | lettre minuscule latine o diacritique cornu diacritique crochet en chef |